# 하이브리드 커널

윈도우 NT 운영 체제 계열의 아키텍처는 2개의 계층으로 구성된다 (사용자 모드, 커널 모드). 수많은 각기 다른 모듈들이 이 계층 안에 포함되어 있다.

하이브리드 커널(hybrid kernel)은 컴퓨터 운영 체제에서 쓰이는 마이크로커널과 모노리딕 커널 아키텍처라는 양면을 합쳐 놓은 커널 구조이다. 이 구조는 모노리딕 커널과의 유사성 때문에 논란이 되기도 한다. 어떤 사람들은 이 용어가 단지 마케팅을 위한 용어일뿐이라며 일축하기도 한다. 

## 예
- BeOS 커널
  - 하이쿠 커널
- BSD 기반
  - DragonFly BSD (하이브리드 커널을 사용하기 위한 최초의 비마하 BSD 운영 체제: 아미가OS로부터 개념을 빌려 옴)
  - XNU 커널 (다윈의 코어: macOS에서 쓰임)
- NetWare 커널[1]
- 플랜 9 커널
  - 인페르노 커널
- NT 커널
  - ReactOS 커널

## 같이 보기
- 커널
- 마이크로커널
- 모노리딕 커널
- 나노커널